# Chaos (album Fukaja)
Chaos - debiutancki album studyjny polskiego rapera Fukaja i producenta Kubiego Producenta wydany 9 czerwca 2021. W preorderze do płyty było dołączone dodatkowe EP.

## Przyjęcie
Album spotkał się głównie z negatywnymi opiniami. Serwis Glamrap.pl ocenia płytę oceną 4/10, chwaląc podkłady, ale krytykując teksty i flow Fukaja. Z kolei w serwisie Interia, ocena to 6/10. Serwis Sajko ocenia LP dość słabo, natomiast chwali epkę.
W grudniu 2023 nagrania uzyskały certyfikat złotej płyty.

## Lista utworów
Chaos
1. chaos (intro)
2. oto jest dzień
3. nominacja
4. ogród
5. zatapiamy się (feat. Vito Bambino)
6. Północ
7. Wstań i zaśnij
8. Marvin Gaye
9. Tanczę nim zasnę
10. Światła miasta
11. Bar mleczny
12. BÓL
13. DOM DIABŁA
14. ZIEMIA OBIECANA

7 dni odpoczynku EP
1. Bo mogę
2. Gumieńce freestyle
3. POROBIONY WŁADEM (feat. Sapi Tha King)
4. North west connection (feat. Szczyl)
5. Balon
6. To dla ciebie
7. Krople